# Los jóvenes viejos
Los jóvenes viejos é um filme de drama argentino de 1962 dirigido e escrito por Rodolfo Kuhn. Foi selecionado como representante da Argentina à edição do Oscar 1963, organizada pela Academia de Artes e Ciências Cinematográficas.

## Elenco
- María Vaner
- Alberto Argibay
- Marcela López Rey
- Jorge Rivera López
- Graciela Dufau
- Emilio Alfaro